# 鲁西 (北部省)
鲁西（法語：Rousies，法語發音：[ʁuzi]）是法国上法兰西大区北部省的一个市镇，位于该省东部，莫伯日市区以南，属于埃尔普河畔阿韦讷区。

## 地理
鲁西（50°16'18"N, 4°0'21"E）面积5.79 平方千米，位于法国上法蘭西大區北部省，该省份为法国最北部的省份及最长的省份，西北濒北海，西接加来海峡省，南至埃纳省和索姆省，东与比利时接壤。
与鲁西接壤的市镇（或旧市镇、城区）包括：阿斯旺、塞尔方丹、大费里耶尔、卢夫鲁瓦勒、莫伯日、雷基尼。

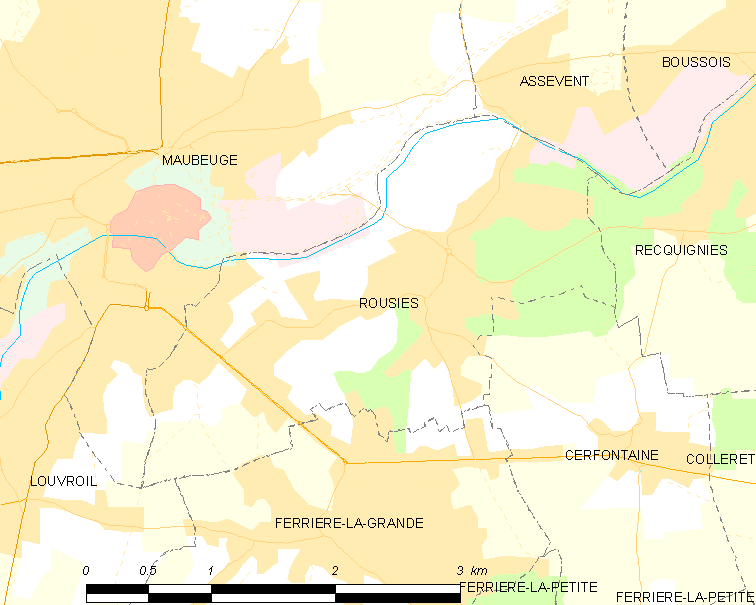
的OSM定位图

鲁西的时区为UTC+01:00、UTC+02:00（夏令时）。

## 行政
鲁西的邮政编码为59131，INSEE市镇编码为59514。

## 政治
鲁西所属的省级选区为富尔米县。

## 人口

1962-2008年间人口变化图示

鲁西于2022年1月1日时的人口数量为4016人。